# Гест, Айвор, 2-й виконт Уимборн
Айвор Гровенор Гест, 2-й виконт Уимборн (англ. Ivor Grosvenor Guest, 2nd Viscount Wimborne; 21 февраля 1903 — 7 января 1967) — британский политик.

## Ранняя жизнь и образование
Родился 21 февраля 1903 года в Лондоне. Единственный сын Айвора Геста, 1-го виконта Уимборна (1873—1939) и его жены достопочтенной Элис Кэтрин Сибелл Гровенор (1880—1948). Его дедом по материнской линии был Роберт Гровенор, 2-й барон Эбери (1834—1918).
Он получил образование в Итонском колледже и Тринити-колледже в Кембридже.

## Карьера
После Кембриджа он служил в Королевском танковом корпусе, достигнув звания лейтенанта.
Айвор Гест заседал в Палате общин Великобритании от Брекона и Раднора (1935—1939).
14 июля 1939 года после смерти своего отца Айвор Гровенор Гест унаследовал титулы 2-го виконта Уимборна из Канфорд-Магна в графстве Дорсет, 3-го барона Уимборна из Канфорд-Магна в графстве Дорсет, 2-го барона Эшби-Сент-Леджерс из Эшби Сент-Леджерса в графстве Нортгемптоншир и 3-го баронета Геста из Доулайса в Гламоргане, став членом Палаты лордов Великобритании.
Он занимал должности мирового судьи и заместителя лейтенанта графства Лондон. В 1953 году он стал офицером Ордена Британской империи.

## Брак и дети
22 ноября 1938 года лорд Уимборн женился на леди Мейбл Эдит Фокс-Стрэнгуэйс (17 февраля 1918—1995), дочери Джайлза Фокс-Стрэнгуэйса, 6-го графа Илчестера (1874—1959), и леди Хелен Мэри Терезы Вейн-Темпест-Стюарт. У супругов было четверо детей:
- Айвор Фокс-Стрэнгуэйс Гест, 3-й виконт Уимборн (2 декабря 1939 — 17 декабря 1993), старший сын и преемник отца.
- Достопочтенная Фрэнсис Энн Гест (18 ноября 1942 — 5 октября 2017), в 1971 году она вышла в первый раз замуж за Эрнеста Мартина Джонсона, с которым развелась в 1987 году. В 1991 году она во второй раз вышла замуж за Рао Гаддипати.
- Достопочтенный Джулиан Джон Гест (род. 12 октября 1945), в 1970 году он женился первым браком на Эмме Джейн Арлетт Грей, с которой развелся в 1978 году. В 1983 году он вторично женился на Джиллиан Баннатин.
- Достопочтенный Чарльз Джеймс Гест (10 июля 1950 — 27 декабря 2020), в 1976 году он женился на Симоне Кэтрин Уинни, от брака с которой у него было трое детей.

Лорд Уимбурн скончался в январе 1967 года в возрасте 63 лет, и его преемником на посту виконта стал его старший сын Айвор.